# Teatro Civico (Schio)
Il Teatro Civico è il principale teatro della città di Schio.

## Storia
La costruzione di un nuovo teatro per la cittadina di Schio si fece sempre più urgente dopo i primi anni dell'Ottocento, in seguito alle campagne napoleoniche che ristabilirono l'ordine sociale e diedero inizio ad un periodo di prosperità alla città, anche se un impulso decisivo deriva sicuramente dalla presenza delle industrie dell'imprenditore Alessandro Rossi; nei progetti del nuovo quartiere operaio infatti era già prevista l'erezione di un teatro.
All'epoca pochissimi erano i teatri cittadini adatti ad ospitare l'Opera Lirica e ad offrire un rapporto fra capienza ed acustica ottimale. 
Il Teatro Vecchio presso l'attuale Istituto Canossiano e un altro magazzino di Via Codalunga (l'attuale Via Arnaldo Fusinato) furono i primi due teatri scledensi ad essere adattati alle esigenze della musica lirica. Successivamente sorsero i teatri Jacquard e Sociale, entrambi in Via Pasubio, vicini alla Fabbrica Alta.
Ben presto anche queste due ultime strutture, con l'incremento demografico derivante dalla prosperità connessa all'attività dell'Industria Rossi, si dimostrarono inadeguate.
L'8 ottobre 1906 si costrituisce la "Cooperativa per il Teatro Nuovo" con lo scopo di raccogliere fondi per erigere un teatro nuovo capace di rispondere adeguatamente alle esigenze della comunità.
Nel 1907 viene bandito un concorso di progettazione, vinto da Ferruccio Chemello. 
Durante l'estate del 1908 iniziano i lavori di costruzione su un appezzamento di terreno ubicato lungo via Maraschin, entro i confini del quartiere operaio, donato dal Comune in cambio dell'uso gratuito dello stabile per circostanze ufficiali.

L'inaugurazione del teatro avviene il 9 giugno 1909 con l'opera Mefistofele di Arrigo Boito, replicata per 14 volte.
Il grande basso cantante, Cesare Siepi aveva debuttato qui nel 1941 nel ruolo di Sparafucile dal Rigoletto con il celebre tenore Galliano Masini.
Gli anni successivi furono segnati da una grande prosperità del teatro, che però decadde rapidamente in seguito ai conflitti mondiali, durante i quali subì alcuni danni, e fu usato anche come palazzina dai militari tedeschi. Nel dopoguerra, e fino agli anni sessanta, fu adibito a cinematografo e a sala da ballo. Alcuni locali tecnici furono adibiti ad abitazione, fino alla totale cessione dell'attività e all'apertura del nuovo teatro Astra. Solo l'annesso caffè ubicato al pian terreno ha sempre continuato la sua attività nel corso degli anni.

## L'edificio
L'edificio è costruito in stile liberty. 
L'ossatura portante è in cemento armato, materiale che gli ha permesso di rimanere intatto in seguito ad alcuni incendi. 
La struttura interna è a forma di ferro di cavallo e all'epoca era capace di ospitare 1500 persone, suddivise fra due ordini di palchi, galleria, loggione e platea. Il teatro è inoltre dotato di un ridotto.

### L'esterno
Al pianterreno tre grandi arcate, protette da una tettoia decorata a motivi floreali, immettono in un piccolo portico che funge da preingresso del teatro. Ai lati, rispettivamente, una bifora ed una porta. Il primo piano dell'edificio è ritmato dalle numerose finestre rettangolari, due delle quali sono dotate di un piccolo poggiolo. Le fiancate del teatro sono invece movimentate da una loggia sormontata da una terrazza. L'ultimo piano presenta una serie di finestrelle ad arco, la maggior parte delle quali sono cieche; un tempo un fregio a motivi floreali, ora scomparso, decorava la facciata. In alto un'iscrizione con il nome del teatro e lo stemma del Comune di Schio.

### Il foyer
Tre grandi porte ad arco accedono allo spazioso atrio o foyer del teatro. Sopra la porta centrale un altorilievo opera di Carlo Lorenzetti raffigura due putti rappresentanti il canto e la musica e una maschera a simboleggiare il teatro. Il soffitto è decorato a cassettoni. Ai lati dell'aula due scalinate in marmo di Chiampo accedono al soprastante ridotto del teatro.

### Il ridotto
Grande sala di circa 20 metri di lunghezza e 10 di larghezza ed illuminata da una serie di ampie finestre, il ridotto presenta un pavimento ligneo e dei grandi lampadari in stile Boemia che pendono dal soffitto. Ai quattro lati della sala un fregio a motivi floreali fa da cornice a sedici medaglioni dipinti a olio raffiguranti vari personaggi illustri nei campi del teatro, della musica, della letteratura completati nel 1909 ad opera di quattro artisti scledensi (Tommaso Pasquotti, Giuseppe Mincato, Giuseppe Faccin, Alfredo Ortelli) ed uno veneziano (Napoleone Girotto). Essi rappresentano: Arrigo Boito, Alessandro Manzoni, Paolo Ferrari, Gustavo Modena, Adelaide Ristori, Dante Alighieri, Carlo Goldoni, Antonio Fogazzaro, Gaetano Donizetti, Giuseppe Verdi, Gioachino Rossini, Vincenzo Bellini, Amilcare Ponchielli, Vittorio Alfieri, Giuseppe Giacosa, Alfredo Catalani.

## Il progetto di recupero
Nel 1993 per volontà dell'amministrazione comunale viene istituita la "Fondazione Teatro Civico" con lo scopo di promuovere il recupero della struttura teatrale. La stessa Fondazione si occupa anche dell'organizzazione della stagione teatrale cittadina a partire dal 1994.
Tra il 1994 ed il 1997 viene restaurata la facciata del teatro, il ridotto, con l'occasione intitolato a Giovanni Calendoli, la sala d'entrata (foyer) e le scalinate che accedono al ridotto; vengono inoltre ricavati dei locali ad uso amministrativo per la Fondazione.
A partire dal 2004 è partito il progetto per il recupero e la ristrutturazione complessiva del Teatro Civico.
Il programma di recupero si è suddiviso in vari stralci o "Lotti" il cui primo, "Lottozero" ha visto la collaborazione di vari esperti del settore quali attori, registi, tecnici per fare in modo che la ristrutturazione non perda di vista le esigenze dei fruitori dell'edificio stesso.
Nell'inverno del 2009, a seguito delle operazioni di rilievo architettonico, è stato presentato il progetto esecutivo alla cittadinanza mediante una mostra ("Lottouno").
Quest'ultimo prevede un risanamento conservativo parallelamente all'aggiunta di alcuni dispositivi tecnologici per miglioramenti funzionali (come la pedana carico-scarico posta nel Piazzale Teatro Civico) e per garantire la massima flessibilità d'uso (come un palco mobile ed un graticcio).
Va sottolineato che il restauro del teatro non tende a restituire un teatro rimesso "a nuovo", ma piuttosto nel rendere fruibile un teatro con tutti i segni del tempo e delle incurie ancora visibili.
La fine della prima parte dei lavori, volti a rendere almeno utilizzabile la struttura, è avvenuta nel 2014, con inaugurazione e nuova programmazione di spettacoli a partire dal 29 marzo, i lavori nel frattempo proseguono parallelamente alla messa in scena di nuovi spettacoli. È inoltre stato ultimato un nuovo restauro del ridotto, restituito nel 2011 alla cittadinanza.
Il 1º febbraio 2023 è stato inaugurato il teatro in seguito alla conclusione dei lavori di sistemazione (il terzo e conclusivo lotto di lavori programmati) che ha portato la capienza del teatro ai 498 posti previsti.